# 보로노이 다이어그램

20개 점의 보로노이 다이어그램

보로노이 다이어그램(Voronoi diagram)은 평면을 특정 점까지의 거리가 가장 가까운 점의 집합으로 분할한 그림이다. 들로네 삼각분할과 쌍대관계이다. 조지 보로노이(Georgy Feodosevich Voronoy)의 이름에서 따왔다. 보로노이 다이어그램을 그리는 방법은 먼저, 평면에 있는 점들 중 가장 가까운 점 2개를 모두 연결한다. 그 다음 선들의 수직이등분선을 그어서 분할되는 것들이 보로노이 다각형이다. 들로네 삼각형들의 외심들을 이어도 되지만 별다른 차이가 없다.
주로 건축에서 많이 사용되고 잠자리의 날개나 기린의 무늬에서도 볼 수 있다.

## 같이 보기
- 델로네 삼각분할